# Mieściska
Mieściska – wieś w Polsce położona w województwie wielkopolskim, w powiecie szamotulskim, w gminie Duszniki.

## Położenie
Wieś sołecka, położona 19 km na południowy zachód od Szamotuł.

## Historia
Miejscowość pierwotnie była związana z Wielkopolską. Istnieje co najmniej od pierwszej połowy XV wieku i ma średniowieczną metrykę. Pierwszy zachowany zapis pochodzi z łacińskiego dokumentu z 1404 gdzie odnotowano ją w staropolskiej formie „Mescisko”, 1406 „Mescziska, Mesczisko”, 1415 „Miesczisko”, 1424 „Miescisko”, 1430 „Mecziska”, 1432 „Myesciska, Myeszcziska, Myeszcisko”, 1448 „Myecziska”. 1508 „Myesczyczko, Mielczycko”.
Początkowo wieś była własnością szlachecką, należącą do lokalnej, wielkopolskiej szlachty z rodu Nienińskich, Czepurskich, a później za sprawą darowizny kościelną, należącą do kapituły katedry poznańskiej. W 1424 leżała w powiecie poznańskim województwa poznańskiego w Koronie Królestwa Polskiego. W 1431 wznowiono parafię w Mieścisku, a w 1510 leżała w parafii Ceradz Stary.
Pierwsze zapisy o miejscowości pochodzą z historycznych zapisów sądowych z 1424 i odnotowują Mścigniewa z Mieściska. W 1404 obwiniony został o kradzież. Trzech szlachciców poręczyło, że stanie on przed sądem następnego dnia, gdy tylko król polski Władysław II Jagiełło przybędzie do Poznania. W 1404 Mścigniew toczył spór sądowy z Jakubkiem Bytyńskim o zajęcie 5 siekier oraz 13 szat. Przedmiotów tych nie chciał on zwrócić pomimo obietnicy poręczenia. W 1405 Mścigniew po raz kolejny pozwany został przez burgrabiego poznańskiego Pietrasza o to, że zajął trzy konie królewskie w domu kmiecia w Ławicy oraz, że ich używał. W 1406 źródła sądowe odnotowały kolejny jego proces z Pietraszem i Mikoszem z Witkowic o 20 grzywien kary umownej. W czasie procesu przeprowadzono dowód ze wsteczy, z zapiski w księdze sądowej dotyczących wcześniejszych czynności prawnych, zaś Mścigniew odmówił współdziałania przy tym dowodzie, wobec czego jego przeciwnicy procesowi uzyskali pomyślny dla siebie wyrok.
W 1412 Jan Czepurski zeznał, że kupił od Maciecja Nienińskiego dziedzinę Mieściska oraz, że miał na niej 40 grzywien, a wszystko zostało już zapłacone.
W latach 1408–1415 wspomniano Wincencję z Mieściska. W 1408 prowadziła procesy sądowe przeciwko Piotrowi kmieciowi z Grzebienicka. Dowodziła przed sądem, że Jan nie poręczał za kmiecia. Przedmiotem sprawy był zabór zboża wartości 14 grzywien, na co pomyślnie przeprowadziła dowód o zabranie zboża wartości 12 grzywien. W 1415 w procesie z nią pan Jakub miał zaprzysiąc, że Wincencja nie pożyczyła mu 9 grzywien ani, że nie jest jej niczego dłużny.
W XV wieku na podstawie darowizny miejscowość stała się własnością kościelną. W 1415 dziekan kapituły katedry poznańskiej Piotr Kobyliński herbu Łodzia zakupił od Wincencji z Mieściska całą dziedzinę Mieścisko za 200 grzywien szer. groszy praskich. W 1424 król polski Władysław II Jagiełło oznajmił, że Piotr zakupioną przez siebie wieś Mieściska podarował dla kanonikatu, jaki miał powstać w kolegiacie katedry poznańskiej i potwierdził tę darowiznę zwalniając wieś od ciężaru wypraw wojennych. W zamian właściciel, kanonik będzie zobowiązany do odprawiania co tydzień mszy w intencji króla oraz jego rodziny. W 1424 biskup poznański Andrzej Łaskarz za zgodą kapituły erygował ten kanonikat, zastrzegając dożywotnio prawo patronatu dla Piotra, a potem dla jego jedynego, starszego brata z rodu Łodzia wraz z potomkami. Biskup poznański nadał temu kanonikatowi dziesięciny ze wszystkich ról sołtysa oraz kmieci mieściskich, która dotychczas należała do uposażenia stołu biskupiego oraz zastrzegł, że każdorazowy posiadacz tego beneficjum powinien zastępować kaznodzieję w katedrze poznańskiej w razie jego nieobecności lub jakichś przeszkód, zaś swojemu patronowi z rodu Łodziów powinien co roku dostarczać w Poznaniu beczkę poznańskiego piwa pszennego.
W 1431 biskup poznański Stanisław Ciołek na prośbę, którą wniósł Maciej Dryja kanonik katedry poznańskiej, wznowił kościół parafialny w Mieściskach pod wezwaniem Wniebowzięcia NMP, św. Mikołaja Wyznawcy i Katarzyny. Wskutek klęsk wojennych był on opuszczony przez plebanów, którym nie starczało środków utrzymania. Biskup wcielił do parafii wsie Mieściska, Stramica, Grzebienisko, Wierzeja i Sarb, które dawniej do niej należały, a później zostały wcielone do parafii Ceradz Kościelny. W 1432 biskup Stanisław Ciołek przyłączył wsie Stramica, Grzebienisko, Wierzeja i Sarb do kościoła parafialnego w Mieściskach. W 1432 plebani Jan w Mieścisku oraz Filip w Ceradzu Kościelnym procesowali się o dziesięciny snopowe przyłączone do kościoła parafialnego w Mieścisku. Źródła kościelne odnotowały także imiennie miejscowych plebanów. W 1424 Floriana, w latach 1432–1433 Jana z Buku, 1433 Macieja z Buku, 1434-1437 Mikołaja Krzampa, 1437-1438 Aleksego, w latch 1513-1514 Łukasza syna Łukasza. Informacje o kościele mieściskim zaginęły w okresie reformacji.
W XV wieku majątek we wsi wynajmowali od kapituły dzierżawcy oraz tenutariusze. W 1448 wspomniany został pleban bukowski Jakub Młodszy z Wyganowa w powiecie pyzdrskim oraz jego pełnomocnik Jakub Starszy kanonik i oficjał poznański, który wydzierżawił Dobrogostowi z Zajączkowa tenutariuszowi bukowskiemu oraz zarządcy klucza dóbr biskupich, dochody kościoła parafialnego w Buku oraz sprzedał mu m.in. zboże ozime, jakie zasiano w Mieścisku, zezwalając jednocześnie zasiać mu tam na lato co chce i zebrać to dla siebie. Upoważnił go również do pobrania czynszów od kmieci w Mieścisku, którzy w okresie dzierżawy powinni mu okazywać posłuszeństwo. W 1450 Jakub Młodszy wydzierżawił Dobrogostowi z Zajączkowa dochody kościoła w Buku wraz ze wsią Mieściska oraz wsią kapituły katedry poznańskiej Drożdżyce na jeden rok za kwotę 100 złotych węgierskich. Umowę tą potwierdził Jakub Starszy archidiakon pszczewski i pleban w Buku.
W 1485 Mikołaj Lubaski kanonik kolegiaty NMP w Poznaniu oraz pleban w Ludomiu, jako posiadacz m.in. Mieścisk został pozwany przez Katarzynę wdowę po Mikołaju Witkowskim. W 1500 Jan Sławieński kanonik kruszwicki i poznański, posiadacz wsi Mieściska pozwał Jakuba Kunowskiego, ponieważ ten przemocą wywiózł z dziedziny mieścickiej, z łąki zwanej „Podkupna Łąka”, do sąsiedniego Kunowa 15 dwukonnych wozów siana. W 1507 do Andrzeja Ciesielskiego sołtysa wsi przybył wraz ze swoimi kmieciami Mikołaj Stanisław Młodawski i zabrał stamtąd zagrodnika wraz z dobytkiem. Rozebrano także opuszczone budynki sołectwa mieścickiego. W 1508 Sędziwój Witkowski zobowiązał się odbudowy we wsi budynek sołectwa Ciesielskiego, który został rozebrany i wywieziony z miejscowości. W latach 1508, 1563, 1577 odnotowano wieś Mieściska jako opustoszałą. W 1510 we wsi odnotowano 16 łanów, wszystkie opuszczone.
Wskutek II rozbioru Polski w 1793, miejscowość przeszła pod władanie Prus i jak cała Wielkopolska znalazła się w zaborze pruskim. Park krajobrazowy o pow. 2 ha pochodzi z drugiej połowy XIX w. Stoi tutaj dom, który jest pozostałością po dworze z tego samego czasu. Pomiędzy „dworkiem” a stawem leży głaz narzutowy o obw. 420 cm. Wśród drzew znajdują się ciekawe okazy: platan o obw. 224 cm i jodły o obw. 120 cm i 140 cm.
W latach 1975–1998 miejscowość administracyjnie należała do województwa poznańskiego.